# Isaac Thuret
Isaac Thuret (ca 1630-1706) et Jacques Thuret (1669-1738), horlogers du roi.

## Biographie d’Isaac Thuret
Isaac Thuret, horloger ordinaire du roi, a été marié en avril 1663 à Madeleine Hellot et logeait dans une maison de la rue Neuve Saint-Louis (paroisse Saint-Barthélemy) à Paris. Ils ont donné naissance à plusieurs enfants dont Jacques Thuret, également horloger ordinaire du roi et Suzanne Thuret épouse de Charles-François Silvestre, dessinateur et graveur du roi. Isaac a été l’horloger chargé de l’entretien des « machines » de l’Académie des sciences, ce qui lui permit d’entrer en contact avec des savants étrangers tels que Christian Huygens dès 1662 et Ole Christensen Rømer dès 1675 pour concevoir des instruments scientifiques. En 1672, il réalisa deux horloges destinées aux observations astronomiques de Jean Richer à Cayenne et qui permirent à ce dernier de découvrir que le pendule battait plus lentement à Cayenne qu'à Paris. En 1675, Christiaan Huygens fait exécuter par Thuret père la première montre à ressort spiral réglant, autrement appelée montre marine capable de mesurer des longitudes à bord d’un bateau. 
En janvier 1686, il s’installa avec sa famille dans un logement — précédemment occupé par le peintre Charles Errard, premier directeur de l'Académie de France à Rome — situé sous la Grande Galerie du Louvre à la suite de l’octroi d’un brevet de logement du roi. En 1688, Isaac Thuret s’est fait représenté par le plus célèbre portraitiste du règne de Louis XIV, Hyacinthe Rigaud. Le tableau dont on ne connaît pas la localisation, ni même l’histoire, a été commandé à l’artiste pour la somme de 67 livres et 10 sols, ce qui laisse supposer une représentation en buste[réf. nécessaire]. L’analyse de l’inventaire a révélé le goût d’Isaac Thuret père pour la peinture avec dix-sept tableaux de Colandon, Lemaire, Bertin et Boyer, la sculpture – notamment un groupe en bronze représentant le ravissement de Proserpine par Pluton – et la gravure. Aucun portrait de famille n’est mentionné.

### Deux machines astronomiques
Lors de deux séances de l’Académie des Sciences, les 17 et 31 août 1680, Ole Römer fit part à ses collègues de deux projets : la construction d’une « machine pour les planètes » et d’une « machine pour les éclipses ». Précédemment, il avait inventé deux machines, l’une montrant les mouvements de Jupiter et de ses satellites, l’autre, les mouvements de Saturne et de ses anneaux (1678). À la fin de l’année 1680, les ultimes démonstrations achevées, on décida donc de faire construire les deux nouvelles « machines » par un habile « horlogeur », chargé de surcroît de l’entretien des pendules de l’Académie, Isaac Thuret. En janvier 1681, juste avant son départ définitif pour le Danemark, Römer exposa devant les académiciens sa machine pour les nouvelles lunes et les éclipses. Malgré des progrès sensibles dus à l’observation de la rotation des satellites de Jupiter, aux résultats plus précis et plus fréquents, on avait encore recours en 1690 à l’observation des éclipses de lune et de soleil, lorsqu’il s’agissait de déterminer la longitude. Cet intérêt des académiciens pour les observations astronomiques était indéniablement lié à la volonté de produire des cartes géographiques précises et un membre comme Jean-Dominique Cassini ne pouvait qu’approuver les orientations que Römer donnait à la recherche appliquée. La nouvelle « machine des éclipses » fabriqué par Isaac Thuret dans son atelier des Galeries du Louvre permit d’anticiper et de prévoir le cycle lunaire sur deux siècles, soit jusqu’en 1881 avec une erreur d’un jour. La machine des planètes présentait quant à elle les mouvements des astres du système solaire.

## Biographie de Jacques Thuret
Jacques Thuret exerça le métier d’horloger ordinaire du roi. Il reçut en survivance le 22 août 1694 la permission de loger sous la Grande Galerie après le décès de son père. En décembre 1703, il épousa Louise Marguerite Berain, fille et sœur des dessinateurs du roi Jean Berain. Ils n’auront qu’une fille unique Louise Bonne mariée au président Handiqué.
Jean Racine, au moment de son décès, possédait une pendule des horlogers Thuret.

## Travaux remarquables
- Pendule vers 1670 signé Thuret, Science Museum de Londres
- Les deux cadrans astronomiques octogones en ébène et en cuivre doré (1680-1681) du département des cartes et plans de la Bibliothèque nationale de France dont il existe une autre paire au Danemark.
- Pendule sur gaine vers 1690 signé Jacques Thuret, mobilier de Boulle, dessin de Jean Berain, au Metropolitan museum of art, New York

### Sources
Paris, Archives nationales, Minutier central des notaires :
- étude LIII, liasse 134, inventaire après décès du 15 avril 1706.
- étude LIII, liasse 289, inventaire après décès du 12 décembre 1738.